# When You Sleep
"When You Sleep" es una canción de la banda My Bloody Valentine, perteneciente al segundo álbum de la banda, Loveless. Es la quinta canción del álbum y fue lanzada como primer sencillo del álbum.

## Antecedentes y composición
En una entrevista con la revista Select, Shields explico la naturaleza de la grabación del álbum, usando When You Sleep como ejemplo:

Grabamos la batería en septiembre del 89. La guitarra se hizo en diciembre. El bajo se hizo en abril. En 1990 estamos dentro, ahora. Luego no pasa nada durante un año realmente. ¿Así que no tiene voces en esta etapa? No. "¿Tiene letra? No. "¿Tiene siquiera un título? No. Tiene un número de canción. "Song 12" se llama. Y... Estoy tratando de recordar... la línea de la melodía fue hecha en el '91. Las voces eran del '91. Hubo grandes lagunas, sin embargo. Meses y meses sin tocar las canciones. Años. Solía olvidar qué afinaciones había utilizado.

Las voces en capas de "When You Sleep" nacieron de la frustración de intentar conseguir la toma correcta. Shields comentó que "las voces suenan así porque se volvió aburrido y demasiado destructivo tratar de conseguir la voz correcta. Así que decidí poner todas las voces. (Se había cantado 12 o 13 veces)".." Explicó:

En "When You Sleep" parece que Bilinda y yo cantamos juntos, pero soy yo: yo ralentizado y yo acelerado al mismo tiempo. Algunas canciones las cantamos una y otra vez hasta que nos aburrimos, normalmente entre 12 y 18 veces. Empecé a ordenar las cintas y se me puso la cabeza en blanco, así que las puse todas juntas y quedó muy bien, como una sola voz, vagamente distinta.

## Lista de canciones
| N.º | Título                           | Duración |  |
| 1.  | «When You Sleep» (album version) | 4:11     |  |